# Series pastorum
En series pastorum er en liste med de præster, der har været i et sogn gennem tiderne. Sådanne lister findes ofte i ældre kirkebøger. Men de kan også være malet på en tavle, der er ophængt i kirken.
Series pastorum er latin for: præsteliste (og hvis man vil gå til ordenes grundbetydning: hyrdernes rækkefølge).